# Original Weekend
Original Weekend（オリジナル・ウィークエンド）は、2009年4月より毎週土曜日に放送されていた静岡エフエム放送（K-mix）のラジオ番組である。

## 概要
- SATURDAY ON THE WAYのネット[1]終了に伴い、2009年4月に番組開始。
- 全編に渡り、御代田悟のモノローグと音楽という構成であり、コーナーによってスタッフが登場する以外ゲストを招く事は無いが、2018年から不定期にゲストを招いて放送している。
- リスナーからのメッセージを読み上げたり、「ファンタスティック朝ごはん」等のコーナーもある。
- 2019年3月30日放送をもって番組終了。

## 放送時間
現在
2017年4月現在。
- 2013年4月1日 - [2]
土曜 5:00 - 6:00

過去
- 2009年4月4日 - 2012年3月31日
土曜 6:00 - 7:00
- 2012年4月7日 - 2013年3月30日
土曜 6:00 - 6:45[3]
- 2013年4月6日 - 2017年3月25日
土曜 6:00 - 7:00 [4]

## 出演者
- 御代田悟 - パーソナリティ
  - K-MIX 2ストライク1ボールの代演[5]が、K-MIXの初出演。
  - K-MIX WEEKEND ヤッホー!!のリポーターとして出演経験あり。